# كريس لاينز
كريستوفر جون لاينز (بالإنجليزية: Christopher John Lines)‏ هو لاعب كرة قدم إنجليزي محترف، من مواليد 30 نوفمبر 1985، يلعب كلاعب خط وسط لنادي باث سيتي.

## روابط خارجية
- كريس لاينز على موقع قاعدة بيانات كرة القدم.إي يو (الإنجليزية)
- كريس لاينز على موقع Soccerbase.com (لاعب) (الإنجليزية)